# 페이비언 델프
페이비언 델프(영어: Fabian Delph, 1989년 11월 21일 ~ )은 잉글랜드의 은퇴한 축구 선수로, 포지션은 풀백과 중앙 미드필더였다. 브래드퍼드 시티 유소년팀에서 축구를 시작했으며, 11살이 되던 해 리즈 유나이티드 유소년팀으로 이적하였다. 리즈 유나이티드에서 뛰던 시절 리그 1과 챔피언십에서 43경기를 출전하였으며, 2009년 8월 애스턴 빌라로 이적하였다.